# Georg Wilhelm von Lüttwitz
Georg Wilhelm von Lüttwitz (* 1648; † 22. Mai 1693) war ein kurbrandenburgischer Generalmajor und Amtshauptmann.

## Leben
Georg war Angehöriger des schlesischen Adelsgeschlecht Lüttwitz. Seine Eltern waren der Erbherr auf Bronau und Wehlefronze im Kreis Guhrau, Christoph von Lüttwitz (* 3. Juni 1622; † 29. November 1682) und Hedwig von Uechtritz. Er vermählte sich am 18. Dezember 1683 in Potsdam mit der markgräflichen Hofmeisterin Caroline von Oldenburg. Aus der Ehe ging wenigstens ein Sohn, Albert Friedrich von Lüttwitz hervor, der als Oberst und Kommandeur des Dragonerregiments „Bayreuth“ am 19. September 1741 seinen Abschied nahm.
Lüttwitz war 1677 kurbrandenburgischer Major und nahm im Feldzug in Pommern an der Belagerung von Stettin teil. 1678 war er Kommandeur des Regiments „Hessen-Homburg“ zu Pferde und avancierte am 20. Februar 1679 zum Oberst von der Kavallerie. Am 10. September 1683 übernahm er eine Kompanie im Regiment „Markgraf Ludwig“ zu Pferde und wurde 1687 Chef dieses Regiments. Er wurde am 16. Oktober 1687 zum Generalmajor befördert.
Kontroverser Weise soll Lüttwitz andererseits erst 1695 verstorben sein, oder noch 1696 gelebt haben und Amtshauptmann zu Preußisch Holland gewesen sein.